# Nieszków (gmina w województwie wrocławskim)
Nieszków (początkowo Międzypole) – dawna gmina wiejska istniejąca w latach 1945–1954 w woj. wrocławskim (dzisiejsze woj. dolnośląskie). Siedzibą władz gminy był Nieszków (obecnie część Ziębic).
Gmina Międzypole powstała po II wojnie światowej na terenie tzw. Ziem Odzyskanych (tzw. II okręg administracyjny – Dolny Śląsk). 28 czerwca 1946 gmina – jako jednostka administracyjna powiatu ząbkowickiego – weszła w skład nowo utworzonego woj. wrocławskiego.
Według stanu z 1 lipca 1952 gmina Nieszków składała się z 11 gromad: Biernacice, Dębowiec, Kolinowice Dolne, Kolinowice Górne, Lipa, Nieszków, Osina Mała, Osina Wielka, Rososznica, Służejów i Wigancice. Gmina została zniesiona 29 września 1954 wraz z reformą wprowadzającą gromady w miejsce gmin. Jednostki nie przywrócono 1 stycznia 1973 wraz z kolejną reformą reaktywującą gminy.